# Otakar Jeremiáš
Otakar Jeremiáš (17. října 1892, Písek – 5. března 1962, Praha) byl český hudební skladatel a dirigent.

## Život
Narodil se v Písku v rodině regenschoriho Bohuslava Jeremiáše. Byl všestranným instrumentalistou (ovládal hru na violoncello, varhany, klavír). Základy k hudbě mu dala matka, později konzervatoř. Vystudoval hru na varhany u Josefa Kličky a teorii a skladbu u Karla Steckera. Soukromě studoval hru na violoncello u Jana Buriana. Pro nedovolené účinkování v klavírním triu v Písku byl v roce 1909 ze školy vyloučen a studoval skladbu u Vítězslava Nováka (1909–10). V období 1910–1912 byl violoncellistou České filharmonie. 
V letech 1913–1928 působil na hudební škole v Českých Budějovicích a po smrti svého otce se stal jejím ředitelem. V roce 1920 založil pokrokové pěvecké sdružení Foerster, kde byl až do roku 1928 sbormistrem. Příležitostně řídil operní představení v Jihočeském divadle (Hubička, Libuše, Carmen) a uváděl zde velká kantátová díla (Händlův Mesiáš, Dvořákova Svatá Ludmila) a sborové koncerty. Velký úspěch měla jeho opera Bratři Karamazovi uvedená v roce 1928 v Národním divadle.
V letech 1929–1945 byl dirigentem rozhlasového symfonického orchestru Radiojournalu v Praze.kde vyvíjel činnost také v programovém vedení. Z původně zábavní organizace se mu podařilo vytvořit přední symfonické těleso schopné dokonale reprodukovat díla všech slohů a směrů Od roku 1945 byl členem užšího vedení umělecké správy opery ND. V březnu roku 1946 byl jmenován šéfem opery Národního divadla v Praze. Později byl na krátkou dobu odvolán a znovu ve funkci pokračoval po únoru 1948. Z důvodu nemoci však v listopadu 1949 působení ve funkci šéfa opery přerušil, avšak v ND působil až do roku 1955 (jako předseda uměleckého poradního sboru opery ND).
V roce 1949 se stal předsedou Svazu čs.skladatelů, v roce 1950 byl předsedou hud. festivalu Pražské jaro. Pracoval rovněž ve Společnosti O.Ostrčila a Společnosti Z.Fibicha.
Jeho manželkou byla od roku 1935 sólistka opery ND Marie Budíková.

## Dílo, výběr
Pro jeho dílo je charakteristický patos a schopnost hymnického, monumentálního výrazu, ale i uvědomělost a vážnost. Jeremiášovo dílo má pevnou stavbu, vnitřní logiku i dynamiku. Skládal dílo komorní a sborové, vycházející z foerstrovského základu (balada Ostrava, epopej Zborov s hymnickou gradací, cyklus mužských sborů Před novým dnem). Napsal řadu písní a klavírních skladeb, skládal i scénickou a filmovou hudbu. Upravoval lidové písně v pásmech pro dětský a smíšený sbor s orchestrem. Za války psal odbojové písně (Fantasie pro staročeské chorály, kantáta Zpěv o rodné zemi, mužský sbor V zemi české). Instrumentoval řadu skladeb jiných autorů, kterých si velmi vážil (Smetanova Macbetha, Foersterovu Baladu horskou, Bachovu Toccatu a fugu d moll). Svou programní činností rehabilitoval dílo mnoha skladatelů, které upadalo do zapomnění.
Jako dirigent uváděl díla klasická i soudobá v původním znění bez svévolných retuší (jako první provedl v Československu v roce 1937 v rozhlase Musorgského Borise Godunova v původním znění). Věnoval se i staré hudbě (díla Zelenky, Fuxe, Bendy, Měchury, Myslivečka, Stamice, Jírovce a dalších). Studoval i díla světová, od klasických a romantických až k novoromantikům, impresionistům a expresionistům. Provedl díla Bacha, Händla, Berlioze, Musorgského, Debussyho, Stravinského aj. Česká díla uvedl i v zahraničí, například v roce 1936 dirigoval Prodanou nevěstu v bulharské Sofii. V roce 1941 získal Národní cenu za hudbu k filmu Paličova dcera.
Napsal několik literárních témat na téma hudby otištěných například v časopisech Česká hudba nebo Hudební rozhledy (K vývoji současné hudby, Mravnost v umění). Byl přesvědčen o hlubokém mravním významu umění a o jeho vážném společenském poslání. Ve svém díle oslavoval ideály spravedlnosti a dobra.
- 1917 Romance o Karlu IV. – melodram
- 1921 Láska – písňový cyklus
- 1924–1927 Bratři Karamazovi – opera
- Enšpígl – opera
- Písně o rodné zemi – kantáta

## Ocenění
- 1950 titul národní umělec.
- 1960 Řád republiky
- V Praze 13 je po něm pojmenována ulice – Jeremiášova.[4]
- V Ostravě – Porubě se nachází ulice – Otakara Jeremiáše

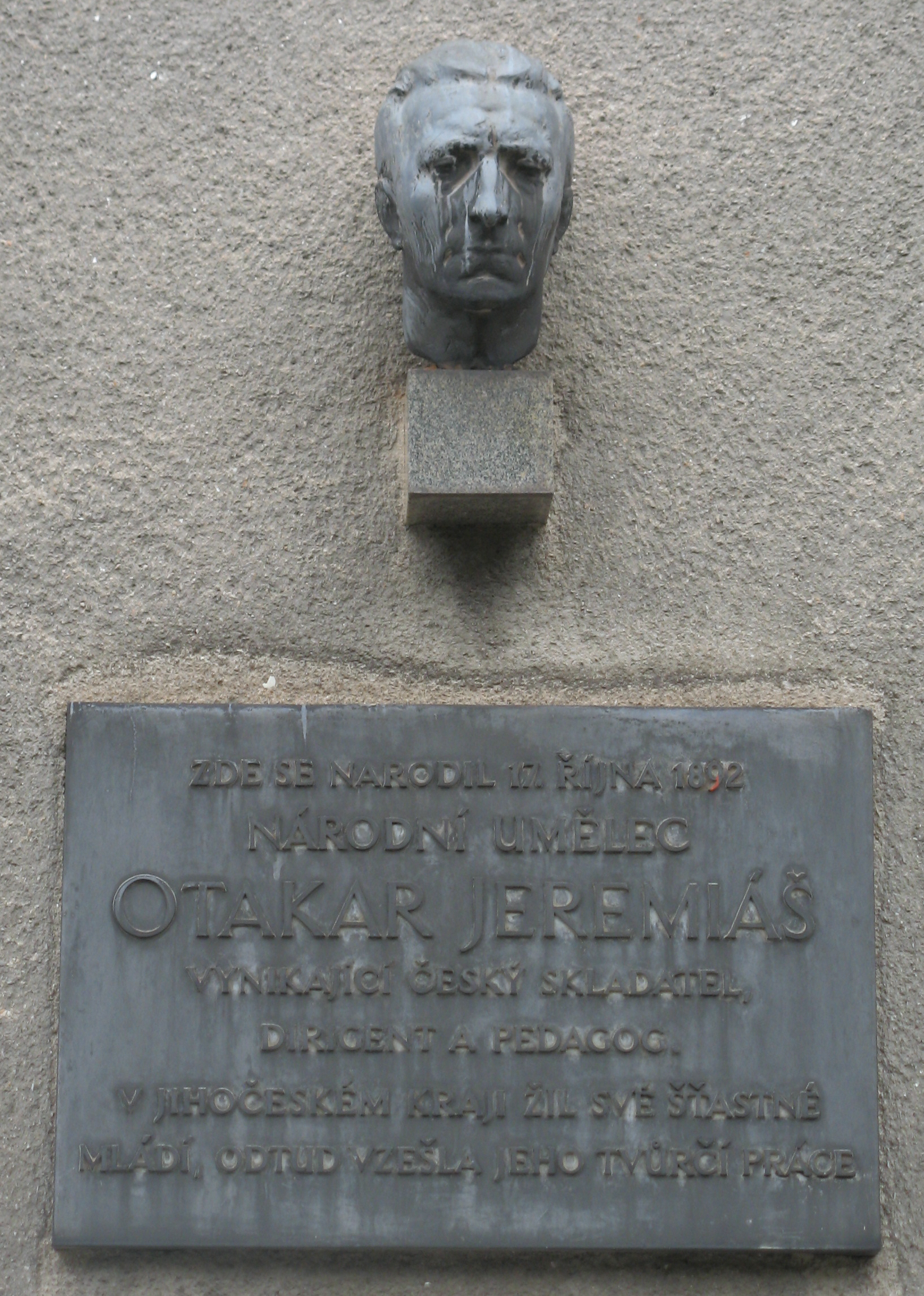
Deska a busta na rodném domě